# Johann Gerhard Oncken

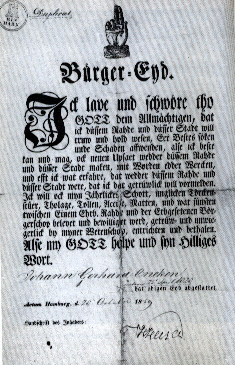

Johann Gerhard Oncken, född 26 januari 1800, död 2 januari 1884, var den tyska baptismens grundare.
Oncken, Gottfried Wilhelm Lehmann (1799–1882) och Julius Købner (1806–1884) var kända som den baptistiska treklövern.
Oncken var verksam som handelsman i Storbritannien, återvände 1823 till Tyskland och grundade en söndagsskola i Hamburg. Sedan han 1834 blivit döpt av en amerikansk baptist, verkade han för baptismens spridande och grundade församlingar i ett flertal länder.
Han döpte den svenske baptistpionjären F O Nilsson i Elbe den 1 augusti 1847.